# (793) Аризона
(793) Аризона (лат. Arizona) — небольшой астероид главного пояса, который принадлежит к светлому спектральному классу S. Он был открыт 9 апреля 1907 года американским астрономом Персивалем Лоуэллом в обсерватории Флагстафф и назван в честь американского штата Аризона, на территории которого расположена обсерватория Флагстафф.
Фотометрические наблюдения, проведённые в 2007—2008 годах в обсерватории Palmer Divide в городе Колорадо-Спрингс, позволили получить кривые блеска этого тела, из которых следовало, что период вращения астероида вокруг своей оси равняется 7,367 ± 0,005 часам, с изменением блеска по мере вращения 0,25 ± 0,02 m.